# 2019 no desporto
2018 no desporto - 2019 no desporto - 2020 no desporto
Nesta página encontram-se os fatos e referências do desporto que acontecerão durante o ano de 2019.

## Eventos previstos

### Eventos Multidesportivos
- 2 a 12 de março - Universíada de Inverno, em Krasnoyarsk[1]
- 26 de julho a 11 de agosto — Jogos Pan-americanos em Lima [2]
- 3 a 14 de julho - Universíada de Verão, em Nápoles[3]
- 17 a 30 de agosto - Jogos do Pacífico, em Nuku'alofa
- 23 de agosto a 1 de setembro - Jogos Parapan-Americanos, em Lima [2]

### Automobilismo
- 26 e 27 de janeiro - 24 Horas de Daytona [4]
- 26 de janeiro a 12 de outubro - WeatherTech SportsCar Championship (IMSA) [5]
- 10 de março a 22 de setembro - Fórmula Indy (IndyCar) [6]
- 17 de março a 1 de dezembro - Fórmula 1 [7]
- 26 de maio - 500 Milhas de Indianápolis [8]
- 15 e 16 de junho - 24 Horas de Le Mans [9]

### Atletismo
- 1-3 de março: Campeonato Europeu de Atletismo em Pista Coberta no Reino Unido.
- 11-12 de maio: Campeonato Mundial de Corridas de Relevos no Japão.
- 27 de setembro a 6 de outubro - Campeonato Mundial de Atletismo, em Doha [10]
- 6 a 9 de junho - 2019 Trail World Championships (Portugal)

Circuitos ao ar livre
- Liga de Diamante
- IAAF World Challenge

World Marathon Majors
- - 3 de março:  Maratona de Tóquio
  - 15 de abril:  Maratona de Boston
  - 28 de abril:  Maratona de Londres
  - 29 de setembro:  Maratona de Berlim
  - 13 de outubro:  Maratona de Chicago
  - 3 de novembro:  Maratona de Nova Iorque

### Basquetebol
- 31 de agosto a 15 de setembro - Campeonato Mundial Masculino, na  China[11]

### Ciclismo
- 2-3 de fevereiro: Campeonato do Mundo de Ciclocross na Dinamarca.
  - 27 de fevereiro - 3 de março: Campeonato Mundial de Ciclismo em Pista na Polónia.
- 23-28 de julho: Campeonato Mundial de Ciclismo BMX na Bélgica.
- 7-11 de agosto: Campeonato Europeu de Ciclismo em Estrada
  - 28 de agosto - 1 de setembro: Campeonato Mundial de Ciclismo de Montanha no Canadá.
- 22-29 de setembro: Campeonato Mundial de Ciclismo em Estrada no Reino Unido.
- 16-20 de outubro: Campeonato Europeu de Ciclismo em Pista

Grandes Voltas
- - 11 de maio - 2 de junho: Volta a Itália
- 6-28 de julho: Volta a França
  - 24 de agosto - 15 de setembro: Volta a Espanha

Circuitos de rota
- UCI WorldTour
- UCI WorldTour Feminino
- UCI Africa Tour
- UCI America Tour
- UCI Asia Tour
- UCI Europe Tour
- UCI Oceania Tour
- Calendário UCI Feminino

Outros circuitos
- Copa do Mundo de Ciclocross
- Copa do Mundo de ciclismo em pista

Campeonatos nacionais
- Portugal
  - Campeonato de Portugal em Estrada

### Futebol
- 2 a 25 de janeiro - Copa São Paulo de Futebol Júnior [12]
- 19 de janeiro a 21 de abril - Principais campeonatos estaduais do Brasil
- 22 de janeiro a 23 de novembro - Copa Libertadores da América [13]
- 28 de abril a 8 de dezembro - Campeonato Brasileiro [14]
- 1 de junho - Final da Liga dos Campeões da UEFA em  Madrid [15]
- 7 de junho a 7 de julho - Copa do Mundo Feminina na  França [16]
- 14 de junho a 7 de julho - Copa América no  Brasil [17]

### Rugby
- 6 de setembro a 20 de outubro - Copa do Mundo, no  Japão[18]

### Tênis
- 14 a 27 de janeiro - Aberto da Austrália [19]
- 1 de fevereiro a 24 de novembro - Copa Davis [20]
- 9 de fevereiro a 10 de novembro - Fed Cup [21]
- 26 de agosto a 8 de setembro - US Open [22]

### Voleibol
- 31 de maio a 14 de julho - Liga das Nações Masculina [23]
- 21 de maio a 7 de julho - Liga das Nações Feminina [24]
- 14 a 29 de setembro - Copa do Mundo de Feminina, no  Japão [25]
- 1 a 15 de outubro - Copa do Mundo Masculina, no  Japão [25]

## Fa(c)tos

### Janeiro
- 25 de janeiro - O  São Paulo vence a Copa São Paulo de Futebol Júnior [26]
- 26 de janeiro -  Naomi Osaka vence o torneio simples feminino do Aberto da Austrália de Tênis [27]
- 27 de janeiro
  -  Novak Djokovic vence o torneio simples masculino do Aberto da Austrália de Tênis [28]
  -  Fernando Alonso,  Kamui Kobayashi,  Jordan Taylor e  Renger van der Zande, com um Cadillac DPi-V.R, vencem as 24 Horas de Daytona [29]

### Fevereiro
- 1 de fevereiro - O  Catar vence a Copa da Ásia de Futebol [30]
- 3 de fevereiro - O New England Patriots vence o Super Bowl LIII e se torna campeão da NFL [31]
- 17 de fevereiro -  Denny Hamlin vence as 500 Milhas de Daytona [32]

### Março
- 1 de março - A  Argentina vence o Campeonato de Rugby das Américas [33]
- 16 de março - O  País de Gales vence o Torneio das Seis Nações de Rugby [34]
- 17 de março -  Valtteri Bottas vence o Grande Prêmio da Austrália de Fórmula 1 [35]
- 31 de março -  Lewis Hamilton vence o Grande Prêmio do Barém de Fórmula 1 [36]

### Abril
- 14 de abril -  Lewis Hamilton vence o Grande Prêmio da China de Fórmula 1 [37]
- 17 de abril - O  Grêmio vence o Campeonato Gaúcho de Futebol [38]
- 20 de abril
  - O  Juventus vence o Campeonato Italiano de Futebol [39]
  - O  Cruzeiro vence o Campeonato Mineiro de Futebol [40]
- 21 de abril
  - O  Flamengo vence o Campeonato Carioca de Futebol [41]
  - O  Corinthians vence o Campeonato Paulista de Futebol [42]
  - O  Bahia vence o Campeonato Baiano de Futebol [43]
  - O  Fortaleza vence o Campeonato Cearense de Futebol [44]
  - O  Athletico Paranaense vence o Campeonato Paranaense de Futebol [45]
  - O  Avaí vence o Campeonato Catarinense de Futebol [46]
  - O  Sport vence o Campeonato Pernambucano de Futebol [47]
  - O  Paris Saint-Germain vence o Campeonato Francês de Futebol [48]
- 26 de abril - O  Minas vence a Superliga Brasileira de Voleibol Feminino [49]
- 27 de abril - O  Barcelona vence o Campeonato Espanhol de Futebol [50]
- 28 de abril -  Valtteri Bottas vence o Grande Prêmio do Azerbaijão de Fórmula 1 [51]

### Maio
- 4 de maio - O  Paris Saint-Germain vence o Campeonato Francês de Futebol [52]
- 11 de maio - O  Taubaté vence a Superliga Brasileira de Voleibol Masculino [53]
- 12 de maio
  -  Lewis Hamilton vence o Grande Prêmio da Espanha de Fórmula 1 [54]
  - O  Manchester City vence o Campeonato Inglês de Futebol [55]
- 15 de maio - O  Ajax vence o Campeonato Holandês de Futebol [56]
- 18 de maio
  - O  Benfica vence o Campeonato Português de Futebol [57]
  - O  Bayern de Munique vence o Campeonato Alemão de Futebol [58]
- 26 de maio
  -  Lewis Hamilton vence o Grande Prêmio de Mônaco de Fórmula 1 [59]
  -  Simon Pagenaud vence as 500 Milhas de Indianápolis [60]
- 29 de maio
  - O  Chelsea vence a Liga Europa da UEFA [61]
  - O  Fortaleza vence a Copa do Nordeste de Futebol [62]

### Junho
- 1 de junho - O  Liverpool vence a Liga dos Campeões da UEFA pela sexta vez na história.[63]
- 8 de junho -  Ashleigh Barty vence o Torneio de Tênis de Roland Garros na chave simples feminina [64]
- 9 de junho
  -  Rafael Nadal vence o Torneio de Tênis de Roland Garros na chave simples masculina [65]
  -  Portugal vence a Liga das Nações da UEFA [66]
  -  Lewis Hamilton vence o Grande Prêmio do Canadá de Fórmula 1 [67]
- 16 de junho -  Fernando Alonso,  Kazuki Nakajima e  Sébastien Buemi, com um Toyota TS050 Híbrido, vencem as  24 Horas de Le Mans [68]

### Julho
- 7 de julho
  - Os  Estados Unidos vencem a Copa do Mundo de Futebol Feminino [69]
  - Os   Estados Unidos vencem a Liga das Nações de Voleibol Feminino [70]
  - O  Brasil vence a Copa América de Futebol [71]
- 13 de julho
  -  Simona Halep vence o Torneio de Tênis de Wimbledon na chave simples feminina [72]
  -  Sérgio Jimenez vence o campeonato da Jaguar eTrophy [73]
- 14 de julho
  -  Novak Djokovic vence o Torneio de Tênis de Wimbledon na chave simples masculina [74]
  -  Jean-Éric Vergne vence o campeonato da Fórmula E

### Agosto
- 14 de agosto - O  Liverpool vence a Supercopa da UEFA [75]

### Setembro
- 1 de setembro
  - O  Sorocaba vence a Copa Intercontinental de Futsal [76]
  - O  Brasil vence o Campeonato Sul-Americano de Voleibol Feminino
- 7 de setembro -  Bianca Andreescu vence o US Open de Tênis na chave simples feminina [77]
- 8 de setembro -  Rafael Nadal vence o US Open de Tênis na chave simples masculina [78]
- 14 de setembro - O  Brasil vence o Campeonato Sul-Americano de Voleibol Masculino
- 15 de setembro - A  Espanha vence o Campeonato Mundial de Basquetebol Masculino [79]
- 18 de setembro - O  Athletico Paranaense vence a Copa do Brasil de Futebol [80]
- 22 de setembro -  Josef Newgarden vence o campeonato da Fórmula Indy [81]
- 28 de setembro -  Nyck de Vries vence o campeonato da Fórmula 2 [82]
- 29 de setembro - A  China vence a Copa do Mundo de Voleibol Feminino [83]

### Outubro
- 6 de outubro -  Marc Márquez vence o campeonato da MotoGP [84]
- 14 de outubro - O  Brasil vence a Copa do Mundo de Voleibol Masculino [85]
- 30 de outubro - O Washington Nationals vence a Major league Baseball [86]

### Novembro
- 2 de novembro - A  África do Sul vence a Copa do Mundo de Rugby [87]
- 3 de novembro -  Lewis Hamilton vence o campeonato da Fórmula 1 [88]
- 15 de novembro - O  Bragantino vence o Campeonato Brasileiro de Futebol da Série B [89]
- 23 de novembro - O  Flamengo vence a Copa Libertadores da América de Futebol [90]
- 24 de novembro
  - A  Espanha vence a Copa Davis de Tênis [91]
  - O  Flamengo vence o Campeonato Brasileiro de Futebol [92]

### Dezembro
- 15 de dezembro -  Daniel Serra vence o campeonato da Stock Car Brasil [93]
- 19 de dezembro -  Ítalo Ferreira vence o Circuito Mundial de Surfe [94]
- 21 de dezembro - O  Liverpool vence a Copa do Mundo de Clubes da FIFA [95]
- 31 de dezembro -  Brigid Kosgei e  Kibiwot Kandie vencem a Corrida de São Silvestre [96]